# محاكمة بنيامين نتنياهو
محاكمة بنيامين نتانياهو المقصود بها هي محاكمة رئيس الوزراء الإسرائيلي بنيامين نتانياهو خلال رئاسته الرابعة، تم التحقيق في عدد من فضائح الفساد المنسوبة التي تورط فيها نتنياهو ودائرته السياسية المقربة بشكل مباشر. اعتبارًا من ديسمبر 2016، بدأت الشرطة الإسرائيلية التحقيق مع نتانياهو، حيث أوصت بتوجيه اتهامات ضده، وفي 21 نوفمبر 2019، وُجهت اتهامات رسمية لنتانياهو بخرق الثقة وقبول الرشاوى والاحتيال. ونتيجة لذلك، صار نتانياهو مطالبًا قانونًا بالتخلي عن الحقائب الوزارية غير منصب رئيس الوزراء. بدأت محاكمة نتنياهو في 24 مايو 2020.

## المحاكمة
في 18 فبراير 2020، أعلنت وزارة العدل الإسرائيلية أن محاكمة نتانياهو ستبدأ في محكمة القدس المحلية في 17 مارس 2020.
في 9 مارس 2020، قدم نتانياهو اقتراحًا بتأجيل المحاكمة لمدة 45 يومًا. وفي 10 مارس، رفضت المحكمة هذا الاقتراح وأكدت على تاريخ المحاكمة الأصلي. ومع ذلك، في 15 مارس 2020، تم تأجيل بدء المحاكمة حتى 24 مايو نتيجة للقيود المتعلقة بجائحة فيروس كورونا. أمرت محكمة إسرائيلية نتانياهو بالمثول شخصيًا عند افتتاح محاكمته. وظهر في الجلسة الأولى في 24 مايو 2020.